# Rebeca Guitelzon
Rebeca Guitelzon (Buenos Aires,  28 de octubre de 1924 - 22 de marzo de 1985) fue una grabadora y dibujante argentina. Egresó en 1942 de la Escuela Profesional de Artes Decorativas. Fue alumna de Demetrio Urruchúa y Juan Batlle Planas. En 1957 comenzó a exponer, en el Salón de Artes Plásticas de Liniers. Expuso su obra en un total de 24 muestras.

## Obra
Ilustró numerosos libros de poemas, tales como los títulos de Rubén Darío Versos de Rubén y Cantos de vida y esperanza. Los cisnes y otros poemas que publicó el Centro Editor de América Latina, Los Palisandros de Paul Groussac, Noria del alma de Víctor Isidoro Pomerantz y Dibujos y Collages sobre poemas, de Alberto Girri, entre otros. 
En 2004 se editó un libro homenaje denominado Erotismo. Mujeres por mujeres: 3 miradas, que incluyó dibujos de Guitelzon, de Mariette Lydis y de Hemilce Saforcada. En octubre de ese mismo año se expuso la obra en el Museo de Artes Plásticas Eduardo Sívori. La muestra se presentó también Villa Gesell y Pinamar. Su Serie Erótica fue prohibida en 1978 y recuperada a través de este libro, que también tuvo una muestra de homenaje realizada en Casa Susana Esther Soba, Espacio de Cultura de la localidad de Saladillo.

## Premios
- 1957. Primer premio de dibujo en el Salón de Artes Plásticas de Liniers: aquí fue donde expuso su obra por primera vez.
- 1959. Primer premio de dibujo en el Salón de Artes Plásticas de Ramos Mejía.
- 1962. Primer premio de dibujo en el Salón de Dibujantes.
- 1963. Mención en Dibujo en el XIV Salón de Arte de La Plata. Mención de dibujo en el Salón de Dibujantes en Córdoba.